# Amy Lee
Amy Lynn Lee Hartzler (Riverside, 13 dicembre 1981) è una cantautrice, compositrice e polistrumentista statunitense, cofondatrice e frontwoman degli Evanescence.
Nel 2006 è stata inserita alla 69ª posizione nella classifica dei 100 migliori cantanti metal di tutti i tempi stilata da Hit Parader.

## Biografia

### Infanzia e adolescenza
Nata il 13 dicembre 1981 al Parkview Hospital di Riverside (California) da John Lee (disc jockey, appassionato musicista) e Sara Cargill, ha due sorelle, Carrie e Lori (che hanno collaborato all'album The Open Door del 2006). Lee ha perso il fratello Robby (nato nel 1994) nel 2018 per le conseguenze di epilessia, mentre la sorella Bonnie (nata nel 1985) morì a tre anni nel 1988. L'evento della morte della sorella fu citato sia in Hello (da Fallen) che in Like You (dal citato The Open Door). Amy prese lezioni di piano classico per nove anni.
Visse in varie parti del Paese tra cui Kansas, Florida e Illinois, per poi stabilirsi a Little Rock, in Arkansas, la città natale degli Evanescence. Si diplomò all'Accademia Pulaski nel 2000; durante i suoi anni di liceo fu anche la direttrice del coro della scuola. Frequentò per un breve periodo l'università del Tennessee sita a Murfreesboro per studiare teoria musicale e composizione, ma decise di abbandonare gli studi per focalizzarsi sugli Evanescence.
In un'intervista ad AOL Music, Amy dichiarò che le prime canzoni che ricorda di aver composto si chiamavano Eternity of the Remorse e A Single Tear. La prima la scrisse quando aveva undici anni quando ancora voleva diventare un compositore di musica classica, mentre la seconda l'aveva composta come esercizio scolastico di terza media.

### Gli Evanescence
Nel 1994 Amy incontrò Ben Moody in un campo giovanile mentre lei stava suonando I'd Do Anything for Love (But I Won't Do That) di Meat Loaf al pianoforte; in un'intervista a Rolling Stone Italia tuttavia Amy Lee ha definito tale idea una "diceria". I due scoprirono di condividere una passione per Jimi Hendrix e Björk e iniziarono a scrivere canzoni insieme.
Per diverso tempo Amy e Ben non trovarono altri musicisti con cui suonare e, non avendo i fondi necessari per pagare un'assistenza professionale, non poterono esibirsi dal vivo. Ma ben presto una delle loro canzoni, Understanding, incominciò ad essere trasmessa alla radio facendo guadagnare alla band una certa popolarità nella zona, persino senza usufruire del beneficio di esibizioni dal vivo. Le prime pubblicazioni della band furono due EP: Evanescence nel 1998 e Sound Asleep nel 1999 (quest'ultimo è conosciuto anche con il nome di Whisper), entrambi diffusi con l'aiuto dell'etichetta discografica indipendente BigWig Enterprises. Verso la fine del 1999 entrò a far parte della band, come membro principale, David Hodges, un caro amico di Ben Moody. La pubblicazione dell'album fu annunciata tramite la stazione radio locale KLEC "Lick" 106.3 FM, dove il singolo principale Whisper riscosse un discreto successo. Diventò presto la canzone più richiesta per più di due settimane consecutive, attirando l'attenzione di etichette discografiche e stazioni radio di portata nazionale.
Ben presto Origin venne notato dal produttore Pete Matthews, che dopo innumerevoli colloqui con diverse case discografiche riuscì finalmente a trovare quella interessata e a scritturare gli Evanescence. Non appena Diana Meltzer della Wind-up Records ascoltò My Immortal si mostrò subito interessata a firmare un contratto con la band, dicendo che "sapeva che sarebbe diventata un singolo di successo".Una volta firmato il contratto nel gennaio del 2001, la band fu quindi trasferita a Los Angeles, le fu dato un appartamento, una sala prove e un'iscrizione in palestra. Amy ricevette lezioni di recitazione, canto e portamento. Dopo quasi due anni, il produttore Dave Fortman fu ingaggiato per produrre quello che sarebbe stato il loro primo album, Fallen.
I notevoli risultati di vendita di Fallen, pubblicato in tutto il mondo il 4 marzo 2003, garantirono alla Lee un ritorno di fama mondiale. Assieme agli Evanescence Amy parte per un tour mondiale che si conclude nell'agosto 2004 con prestigiose tappe al Rock am Ring e al Rock in Rio. Nel settembre 2005 Amy entra in studio per la realizzazione del secondo album degli Evanescence, The Open Door, avvalendosi della collaborazione di Terry Balsamo, il nuovo chitarrista della band e nuovo coautore al posto di Ben Moody. L'album viene pubblicato il 3 ottobre 2006 e viene seguito da un tour mondiale più ampio rispetto al precedente, comprendente le tappe del Family Values Tour 2007 assieme, tra gli altri, ai Korn e ai Flyleaf. Successivamente vengono sostituiti i membri Rocky Gray e John LeCompt con Will Hunt e Troy McLawhorn, membri dei Dark New Day.
L'11 ottobre 2011 viene pubblicato il terzo album, intitolato semplicemente Evanescence, di cui Lee è di nuovo autrice di tutti i testi, nonostante, come dichiarato dalla stessa, il disco abbia visto un maggior coinvolgimento di tutti i membri della band.
Nel primo singolo estratto dall'album, intitolato What You Want, la Lee parla del proprio rapporto con la musica, i fan e la propria attività di cantante e musicista.

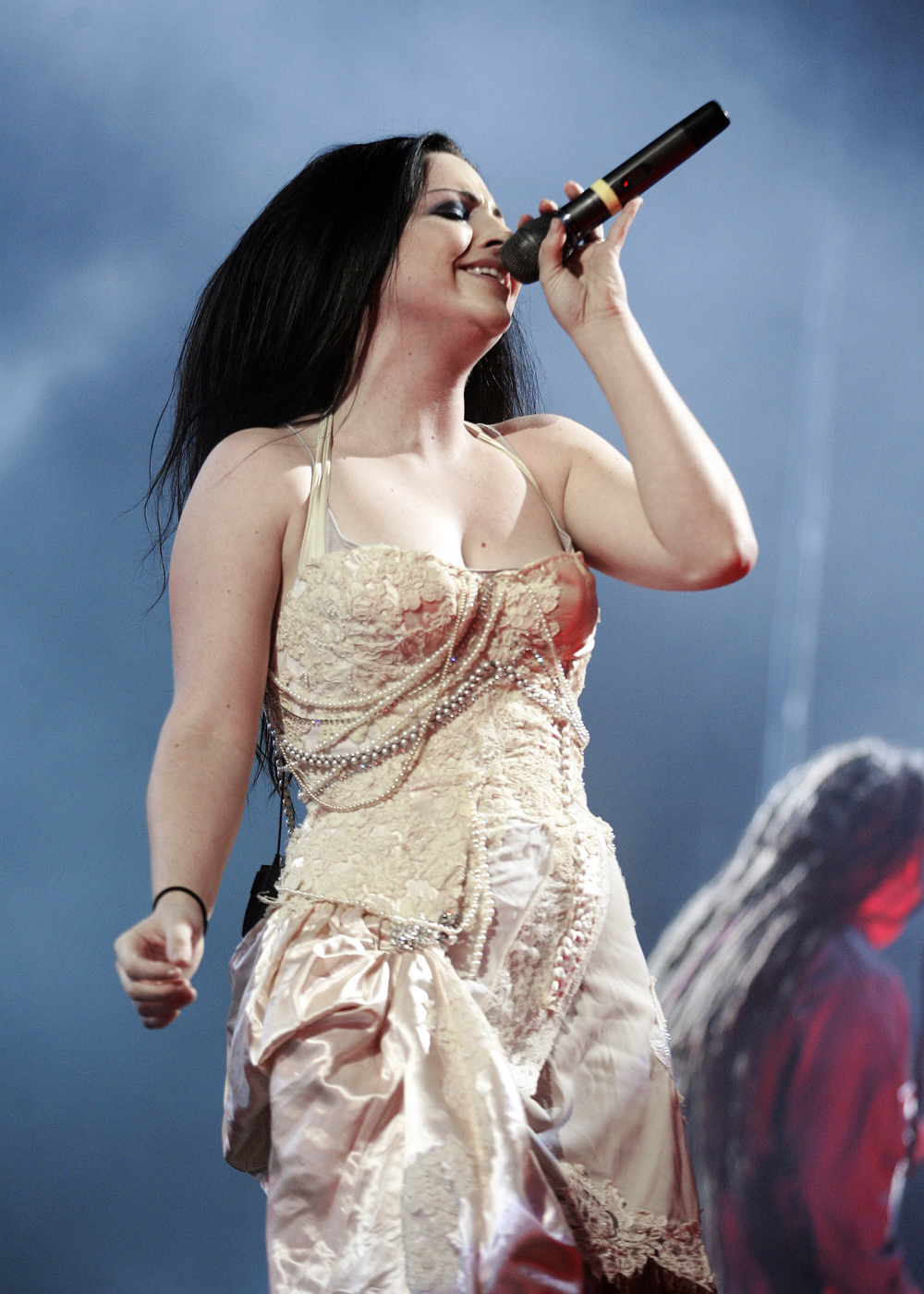
Amy Lee a Miami nel 2007

### Carriera solista
Durante un'intervista del 2008 con Spin.com, Amy dichiarò che stesse già componendo delle canzoni per un possibile progetto solista futuro. Citando tra le sue influenze la musica folk e la musica celtica, dichiarò che il suo corrente modo di comporre la stesse riconducendo alle sue "più vecchie" radici. Non diede alcuna potenziale data di pubblicazione, ma tenne a far sapere le ragioni di questa sua nuova direzione: "Ho bisogno di mostrare che sono molto più di una persona con un solo talento".
Lo stesso anno dichiarò a The Gauntlet di non sapere se intraprendere una carriera solista o no, aggiungendo: "Sono arrivata ad un punto dove non sai più quale sia la prossima tappa". Rese noto inoltre che stesse continuando a comporre canzoni, anche se non le era ben chiara una loro collocazione. Due anni dopo, in un'intervista con Spin del marzo 2010, dichiarò di aver trascorso un periodo di ritiro "in un differente spazio creativo" concependo del materiale totalmente differente dal solito sound, e che questo non avrebbe fatto parte del nuovo album della band, Evanescence, che fu pubblicato l'11 ottobre 2011. Sarà solo nel 2014 che Amy pubblicherà il suo primo progetto da solista, senza comunque rendere ancora disponibile il materiale composto durante il biennio 2008-09.
Nel 2014 Amy Lee ha collaborato con il compositore Dave Eggar per la realizzazione della colonna sonora del film War Story. L'album Aftermath, contenente la colonna sonora del film, venne pubblicato il 25 agosto 2014 a seguito di un annuncio della cantante tramite il suo profilo Twitter. La traccia Lockdown, contenuta nel trailer del film, venne estratta in seguito come singolo promozionale. La canzone Dark Water vede la partecipazione dell'artista marocchina, naturalizzata statunitense, Malika Zarra, che ha prestato la sua voce cantando in arabo una poesia scritta da Amy Lee. La canzone è stata premiata agli Independent Music Awards nella categoria World Beat Song.
Nel marzo del 2015 Amy e Dave annunciarono di aver composto nuova musica, insieme a Chuck Palmer, per l'imminente corto degli Hammerstep, intitolato Indigo Grey: The Passage, pubblicato e reso gratuitamente disponibile su YouTube il 14 settembre 2015. Il corto, presentato in quattordici film festival internazionali, è stato premiato al Moondance International Film Festival per la sua colonna sonora. Tale film fa parte di un progetto più ampio, finanziato tramite Kickstarter, e anticipa il live show sperimentale definito dai creatori come un'"Esperienza di realtà digitale".

### Altri progetti

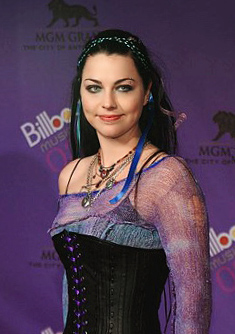
Amy Lee ai Billboard Awards 2003

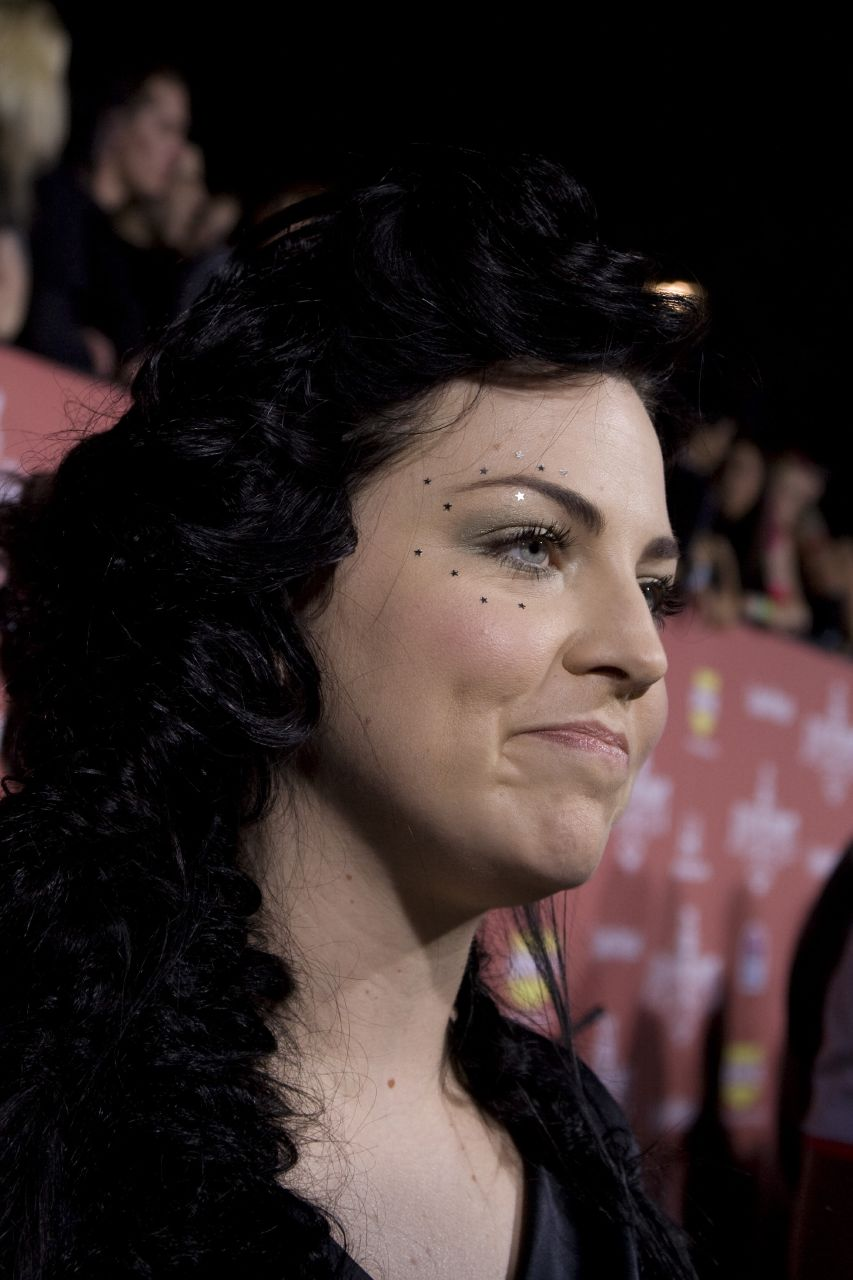
Amy Lee nel 2007

## Immagine

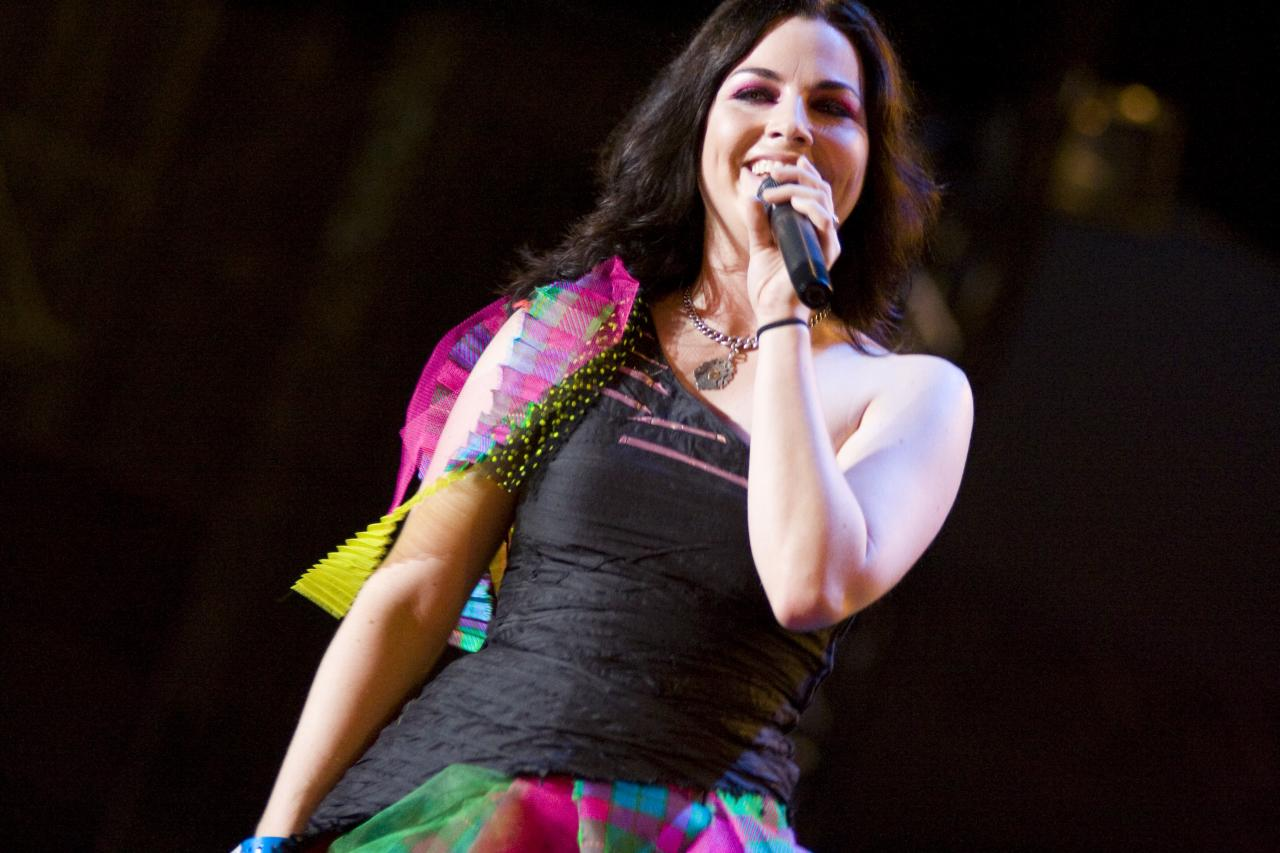
L'immagine pubblica di Amy Lee è caratterizzata da molteplici influenze